# Priniás (Pýrgos, Héraklion)
Priniás, en grec moderne : Πρινιάς, est un village du dème d'Archánes-Asteroússia, dans le district régional de Héraklion, de la Crète, en Grèce. Selon le recensement de 2011, la population de Priniás compte 10 habitants.
Le village est situé à une altitude de 560 mètres et à une distance de 50 km de Héraklion.